# Dušan Masár
Dušan Masár (Teplice nad Bečvou, 4 de junio de 1962) es un deportista checoslovaco que compitió en lucha grecorromana. Ganó una medalla de bronce en el Campeonato Mundial de Lucha de 1990 y una medalla de bronce en el Campeonato Europeo de Lucha de 1985.

## Palmarés internacional
| Campeonato Mundial | Campeonato Mundial | Campeonato Mundial | Campeonato Mundial |
| Año                | Lugar              | Medalla            | Categoría          |
| ------------------ | ------------------ | ------------------ | ------------------ |
| 1990               | Ostia (Italia)     | Medalla de bronce  | 100 kg             |
| Campeonato Europeo |                    |                    |                    |
| Año                | Lugar              | Medalla            | Categoría          |
| 1985               | Leipzig (RDA)      | Medalla de bronce  | 100 kg             |